# Columbus Fury
Le Columbus Fury sono una franchigia pallavolistica femminile statunitense, con sede a Columbus (Ohio): militano nella Major League Volleyball.

## Storia
Le Columbus Fury vengono fondate il 17 febbraio 2023, venendo annunciate come quarta franchigia della Pro Volleyball Federation. Il 12 aprile dello stesso viene svelata l'identità della franchigia: oltre alla denominazione Columbus Fury, viene annunciata la Nationwide Arena come sede di gioco. Il 13 novembre viene annunciato l'ingresso nella proprietà del quarterback Joe Burrow e dei genitori Jim e Robin nella proprietà della franchigia, andando ad affiancare la famiglia Gilger.

## Rosa 2025
| N° | Nome               | Ruolo | Data di nascita   | Nazionalità sportiva |
| -- | ------------------ | ----- | ----------------- | -------------------- |
| 2  | Izabella Rapacz    | O     | 25 settembre 1995 | Stati Uniti          |
| 5  | Wilmarie Rivera    | P     | 14 febbraio 1997  | Porto Rico           |
| 7  | Mary Georgiades    | L     | 28 maggio 2002    | Stati Uniti          |
| 8  | Kaylee Cox         | S     | 19 novembre 2002  | Stati Uniti          |
| 10 | Jillian Gillen     | S     | -                 | Stati Uniti          |
| 11 | Beta Dumančić      | C     | 20 marzo 1991     | Croazia              |
| 12 | Victoria Dilfer    | P     | 26 febbraio 1999  | Stati Uniti          |
| 13 | Ashley Wenz        | O     | 11 giugno 1996    | Stati Uniti          |
| 14 | Janice Leao        | C     | 17 gennaio 2001   | Stati Uniti          |
| 15 | Nootsara Tomkom    | P     | 7 luglio 1985     | Thailandia           |
| 16 | Raina Terry        | S     | -                 | Stati Uniti          |
| 17 | Megan Courtney     | S     | 27 ottobre 1993   | Stati Uniti          |
| 18 | Kaley Rammelsberg  | C     | 28 agosto 2000    | Stati Uniti          |
| 20 | Paula Cerame       | L     | 23 agosto 2000    | Porto Rico           |
| 24 | Abby Walker        | C     | 25 giugno 2003    | Stati Uniti          |
| 30 | Morgan Lewis       | O     | -                 | Stati Uniti          |
| -  | Jaidyn Blanchfield | S     | 10 gennaio 1995   | Stati Uniti          |

      Riserva infortunata